# Il bandito delle 11
Il bandito delle 11 (Pierrot le fou) è un film del 1965 diretto da Jean-Luc Godard.

## Trama
Ferdinand Griffon, benestante professore di spagnolo che lavora genericamente per la televisione, sposato con figli ma esistenzialmente insoddisfatto della propria vita borghese, decide di fuggire verso sud in compagnia di Marianne, una ragazza reincontrata casualmente mentre era stata chiamata a far da baby sitter al figlio della coppia, con la quale Ferdinand aveva avuto una relazione cinque anni prima. Proprio nel riaccompagnarla a casa Ferdinand, che Marianne si ostina a chiamare "Pierrot", decide di dare una svolta radicale alla sua vita intraprendendo la carriera di criminale insieme alla ragazza. Dopo aver commesso un omicidio, i due si stabiliscono in Provenza, in riva al mare, vivendo isolati dal resto del mondo. Poco tempo dopo, Marianne viene ritrovata dai membri di una banda di gangster, capeggiata da un nano, della quale faceva parte prima di fuggire con Ferdinand/Pierrot. La donna riesce a scappare dopo aver ucciso il nano, ma i gangster catturano Ferdinand e lo torturano per farsi rivelare dove essa sia fuggita. Passa qualche tempo, Ferdinand ora lavora come marinaio nel porto di Tolone al servizio di una anziana ed eccentrica principessa libanese in esilio. Qui ritrova Marianne che lo coinvolge nuovamente in loschi traffici che portano ad uno scontro a fuoco dove restano uccisi i due malviventi che avevano torturato Ferdinand. Marianne però tradisce Ferdinand/Pierrot e fugge con il bottino insieme a Fred, indicato da lei come suo fratello ma in realtà suo amante. Ferdinand li insegue e raggiunge la coppia sull'isola dove si erano rifugiati e li uccide entrambi. Subito dopo decide di suicidarsi dandosi una morte eclatante: dopo essersi dipinto la faccia di blu, sale in cima ad una collina e si lega attorno alla testa vari candelotti di dinamite, dando infine fuoco alla miccia. Un attimo prima dell'esplosione ha un istante di ripensamento ma ormai è troppo tardi e la carica esplode uccidendolo.

## Il film
(Louis Aragon)
Accanto alle situazioni di Fino all'ultimo respiro, di cui sembra una possibile continuazione tematica (lo stesso autore che aveva impersonato Michel Poiccard, Jean-Paul Belmondo, ha un destino analogo di piccola criminalità quasi involontaria), nel film ritroviamo omaggi ai B-movie polizieschi, riflessioni sul senso del linguaggio, la letteratura, l'arte e il colore. Non è un caso che Ferdinand e Marianne si siano conosciuti “cinque anni e mezzo fa”, esattamente il periodo trascorso da Fino all'ultimo respiro.
“Pierrot le Fou” era il soprannome dal bandito Pierre Loutrel, dichiarato nemico pubblico n. 1 nei tardi anni Quaranta, ex collaboratore della Gestapo durante l'occupazione, la cui storia era stata divulgata nel 1948 dalla rivista di cronaca nera sensazionalistica Détective, che sottolineò come il criminale vivesse in una stanza con le pareti tappezzate da foto di divi del cinema.
La commissione per la censura vietò Pierrot le fou ai minori di 18 anni “in ragione dell'anarchia intellettuale e morale del film nel suo insieme”. Nel 1967 totalizzò 298.621 ingressi, classificandosi tra i lungometraggi di Godard più visti degli anni Sessanta. Per molti giovani da 16 a 25 anni la sua visione fu un'esperienza decisiva per la presa di coscienza del proprio avvenire, del distacco generazionale che sarebbe culminato nella grande esplosione del 1968.

## Produzione
Sylvie Vartan, vedetta ye-ye che all'epoca aveva vent'anni, era la prima scelta di Godard per la parte di Marianne ma l'agente di lei rifiutò il ruolo. Per il ruolo di Ferdinand, Godard prese in considerazione anche Richard Burton ma poi scartò l'idea.
(Jean-Luc Godard)
Jean-Luc Godard accreditò la leggenda di un film improvvisato sul momento, senza nessun copione prima dell'inizio delle riprese; in realtà si tratta di un progetto lungamente accarezzato in 18 mesi di gestazione, la cui prima traccia è un contratto firmato il 10 marzo 1964 per la cessione dei diritti del romanzo Obsession dello scrittore statunitense Lionel White, apparso in Francia nel 1963 con il titolo Le démon de onze heures, sul n. 803 della Série Noire di Gallimard. Il progetto iniziale prevede 27 sequenze ed è piuttosto fedele alla trama del romanzo; il trattamento, scritto su una cinquantina di fogli, è tra i più dettagliati del regista franco-svizzero. Esiste anche una sceneggiatura firmata da Remo Forlani, redatta per essere mostrata alla co-produzione.
Le riprese si protrassero per circa due mesi, iniziando il 24 maggio 1965 sulla riviera francese (nella penisola di Gien) e terminando il 17 luglio a Parigi (in ordine inverso rispetto a quel che si vede nella versione montata del film). Nel frattempo la troupe passò per il porto di Tolone e l'isola di Porquerolles.
Pierrot le Fou porta agli estremi la frammentazione narrativa e visuale dei precedenti film di Godard, la dissoluzione della trama in una serie di gag, citazioni, immagini slegate, personaggi estemporanei e situazioni da videoclip al limite del genere musical. Godard si permette una libertà di scrittura che conferma i capolavori precedenti e anticipa i futuri; i tre film che lo precedono sono stati girati in bianco e nero, come pure il successivo, Masculin Féminin, mentre Pierrot le Fou è un film solare, mediterraneo, denso di colori molto saturi. Il suo carattere pittorico sta nel particolare trattamento dello schermo, sul quale forme e colori assumono composizioni quasi astratte, una tavolozza aperta a mille combinazioni. Frequenti sono le citazioni pittoriche, con immagini fisse di opere inserite nel montaggio, da Diego Velázquez a Auguste Renoir a Pablo Picasso, a fare da dichiarazione poetica e chiave di lettura della costruzione delle immagini del film. I colori particolarmente saturi sono dovuti al procedimento Techniscope introdotto nel 1965 che permette un'immagine a colori molto meno costosa delle tecniche precedenti, ma con un aumento del contrasto.
Se per il precedente Una donna sposata si può cominciare a parlare di pop-art (è infatti a partire da quel film che Georges Sadoul conia il neologismo God-Art), qui entra in gioco piuttosto la scrittura automatica dei surrealisti, coniugata con una ricerca quasi “grammaticale” sul montaggio e sull'immagine.
La versione italiana del film fu tagliata di circa 16 minuti, ed è quella che si trova nella versione su DVD.

## Colonna sonora
Durante le riprese, mentre si trovano in Provenza, Godard ascolta all'autoradio una canzone cantata dalla voce di Jeanne Moreau, e viene a sapere da un assistente che l'autore delle parole, Serge Rezvani, abita a pochi chilometri di distanza dalla location. Si reca a trovarlo e ottiene che gli scriva ben due canzoni per la colonna sonora, destinate alla voce di Anna Karina: si tratta di Jamais tu ne m'as promis de m'adorer toute la vie (che lei canta dal vivo in una lunga ripresa nel primo appartamento dove i due protagonisti riparano dopo la fuga insieme), e della celebre Ma ligne de chance, anche questa cantata in presa diretta nella pineta.
La colonna sonora è firmata Antoine Duhamel, il cui nome fu proposto a Godard dalla moglie Anna Karina che già aveva cantato sue composizioni. In fase di pre-montaggio, il regista gli domandò “due o tre temi alla Schumann”; pensando alla schizofrenia del compositore austriaco, Duhamel lavorò intorno a un dualismo Ferdinand-Pierrot come simbolo del dualismo emozione- violenza.

## Curiosità
- Nel girare la scena della Ford Galaxy che finisce in mare, il vestito rosso di Anna Karina acquistato in un supermercato economico si bagnò e restrinse irreparabilmente; sembrava impossibile poterlo riutilizzare, ma il previdente Godard tirò fuori dal baule della propria auto altri due abiti identici.[15]
- Per la prima volta in questo film si mette in pratica un effetto speciale per dare l'impressione di movimento a un'automobile in studio, grazie alla proiezione di luci che scivolano sul parabrezza anteriore come se fossero il riflesso dell'illuminazione pubblica.[16]
- Nel film appare in un breve cameo il regista statunitense Samuel Fuller che interpreta se stesso, nella festa all'inizio del film; quando Ferdinand viene a sapere che è un regista cinematografico, gli domanda cos'è il cinema, e Fuller risponde (con parole sue) “Il cinema è come un campo di battaglia: amore, odio, azione, violenza, morte, in una parola: emozione”.
- Jean-Pierre Léaud interpreta un ragazzo all'interno del cinema; seppur non accreditato, svolge anche il ruolo di aiuto regista.
- Ancora una volta Belmondo in macchina si rivolge alla camera, agli spettatori (come una scena di À bout de souffle, diventata celebre) e Anna Karina glielo fa notare.
- I capitoli nella narrazione non sono in ordine; al regista Georges Clouzot che gli disse: “Non siete d'accordo che un film debba avere un inizio, un centro e una fine?” Godard rispose: “Sì, ma non necessariamente in quest'ordine”.[17]
- Pierrot Le Fou è anche il titolo dell'Episodio 20 dell'anime Cowboy Bebop.
- Nella scena del party durante il quale Ferdinand si rende conto di quanto sia vuota la sua vita, e cerca un riscatto con la ritrovata Marianne, gli attori parlano solo utilizzando slogan chiaramente copiati dalla pubblicità commerciale.